# Diagram komponent
Diagram komponent je součástí grafického jazyka UML a patří do skupiny diagramů struktur. Diagram komponent znázorňuje komponenty použité v systému, tím mohou být logické komponenty (např. business komponenty, procesní komponenty) nebo také fyzické komponenty (např. EJB, CORBA, .NET).
Diagram dále popisuje organizaci a zapojení fyzických komponent v systému. Tyto diagramy jsou nejčastěji vytvářeny za účelem pomoci při implementaci a překontrolování, zda jsou všechny aspekty požadovaných systémových funkcí zahrnuty v plánovaném vývoji. V první verzi UML byly komponenty obsažené v těchto diagramech spíše fyzického typu, byly to tedy dokumenty, databázové tabulky, soubory, spustitelné soubory, atd.
V UML 2.0 jsou komponenty méně fyzické a více konceptuální samostatné návrhové prvky, jako například business procesy, která poskytují nebo vyžadují rozhraní pro interakci s jinými konstrukcemi v systému.
Fyzické prvky, které jsou popsány v UML 1.0, jako jsou dokumenty nebo soubory, jsou nyní označovány jako artefakty. V UML 2.0 může komponenta obsahovat vícero artefaktů, jestliže přirozeně patří k sobě.

## Základní koncepty diagramu komponent

### Komponenta

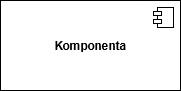
Komponenta

Komponenta je blok logické jednotky systému, o něco vyšší abstrakce než třídy.

### Rozhraní (interface)
Rozhraní (v diagramech zakreslován jako malý kruh nebo jako půlkruh) popisuje skupinu operací použitých (či požadovaných) nebo vytvořených (či poskytnutých) jednotlivými komponentami.
Celý kruh představuje rozhraní vytvořené komponentou. Půlkruh představuje požadované rozhraní (může se jednat o vstup od uživatele).

### Port

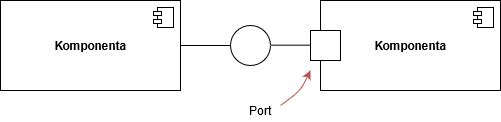
Port

Port (v diagramech zakreslován jako čtverec podél okraje komponenty) se používá k odhalení požadovaných a poskytovaných rozhraní komponenty.

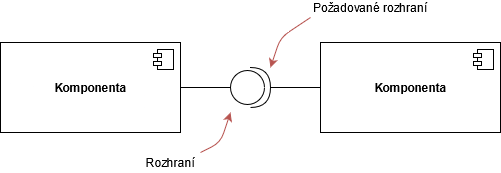
Rozhraní

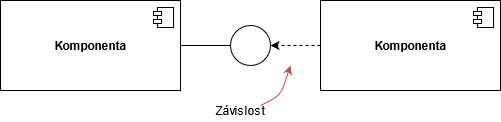
Závislosti

### Závislosti
Závislosti se v diagramech zakreslují mezi komponenty pomocí čárkované šipky.